# Valeri Simeonov
Valeri Simeonov (Валери Симеонов, en bulgare), né le 14 mars 1955 à Dolni Tchiflik, est un homme politique bulgare.

## Biographie
Président du Front national pour le salut de la Bulgarie (NFSB) et porte-parole de la coalition des Patriotes unis (OP), il est nommé vice-Premier ministre chargé de la Politique économique et démographique dans le gouvernement Borissov III, le 4 mai 2017. Il démissionne le 16 novembre 2018 alors qu'il était contesté depuis des semaines pour avoir tenu des propos controversés sur des manifestantes mères d'enfants handicapés.